# Orchestina justini
Orchestina justini är en spindelart som beskrevs av Michael Ilmari Saaristo 200. Orchestina justini ingår i släktet Orchestina och familjen dansspindlar.
Artens utbredningsområde är Seychellerna. Inga underarter finns listade i Catalogue of Life.